# János Áder

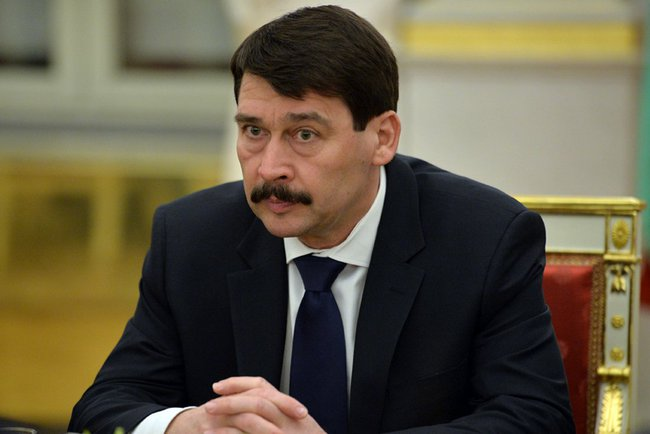
János Áder (2015)

János Áder [ˈjaːnoʃ ˈaːdɛr] (* 9. Mai 1959 in Csorna, Ungarn) ist ein ungarischer Politiker (Fidesz). Er war vom 10. Mai 2012 bis zum 9. Mai 2022 Staatspräsident seines Landes.

## Leben
Áder studierte an der Eötvös-Loránd-Universität in Budapest Rechtswissenschaften. Er arbeitete an der Ungarischen Akademie der Wissenschaften am Institut für Soziologie. Sein Spezialgebiet war die gesetzgeberische Tätigkeit des Parlaments.
János Áder ist mit der Richterin Anita Herczegh – Tochter von Géza Herczegh, einem früheren Richter am Internationalen Gerichtshof in Den Haag – verheiratet und hat vier Kinder.

## Fidesz
Áder ist Gründungsmitglied der inzwischen größten konservativen Partei Ungarns, des Fidesz (Fiatal Demokraták Szövetsége, „Bund Junger Demokraten“, gegründet am 30. März 1988). Bei den Wahlen 1990 und 1994 war er Wahlkampfchef des Fidesz. Danach wurde er Vizepräsident der Partei; diesen Posten hatte er bis 1997 inne. Nach Kontroversen um den Vater des damaligen Fidesz-Präsidenten Zoltán Pokorni übernahm er später kommissarisch den Parteivorsitz; Viktor Orbán wurde 2003 sein Nachfolger.

## Abgeordneter im ungarischen und Europäischen Parlament
Áder war von 1990 bis 2009 Mitglied des ungarischen Parlamentes. Als der Fidesz 1998 die Parlamentswahlen gewann, wurde er zum Parlamentspräsidenten gewählt. Mit seinen damals 39 Jahren war er der jüngste Parlamentspräsident der ungarischen Geschichte. Nach der verlorenen Wahl 2002 musste er dieses Amt an Katalin Szili abgeben. Er wurde zum Vorsitzenden seiner Parlamentsfraktion gewählt und bekleidete dieses Amt bis 2006. In der konstituierenden Sitzung des Parlaments am 16. Mai 2006 wurde er zum Vizepräsidenten gewählt.
Von 2009 bis zu seiner Nominierung zum ungarischen Präsidenten 2012 war Áder Abgeordneter im Europäischen Parlament.

## Ungarischer Präsident
Am 2. Mai 2012 wurde Áder mit 262 Stimmen der Abgeordneten des Ungarischen Parlaments zu Ungarns neuem Präsidenten gewählt. Der vorherige Präsident Pál Schmitt war am 2. April 2012 zurückgetreten, nachdem ihm die Semmelweis-Universität wegen umfangreicher Plagiate in seiner Doktorarbeit am 29. März 2012 seinen Doktorgrad aberkannt hatte. Am 13. März 2017 wählte das Parlament Áder für eine zweite Amtsperiode. Einziger Gegenkandidat war der parteilose, von der sozial-liberalen Opposition unterstützte Rechtswissenschaftler László Majtényi, die rechtsextreme Partei Jobbik hatte keinen eigenen Kandidaten aufgestellt.